# На чужой вкус (фильм)
На чужой вкус (фр. Le Goût des autres) — французская кинодрама режиссёра Аньес Жауи 2000 года. В 2001 году был номинирован на премию «Оскар» как лучший фильм на иностранном языке, и в этом же году получил четыре премии «Сезар» и три премии «Люмьер» .

## Сюжет
В основе сюжета история трёх мужчин и трёх женщин. У них разные возможности и им свойственны различные вкусы. Кастелло обладает промышленным предприятием в Руане. Бруно его водитель, увлекается игрой на флейте. Франк — охранник Кастелло. Его же жена Анжелика дружит с подругой его охранника, работающего официанткой и мечтает о дружбе с артистами, чтобы вырваться из замкнутого, душного среды высшего общества и понять, как она на самом деле одинока. Есть ещё и актриса, которую Кастелло нанял как его личную преподавательницу английского.
Неожиданно оказавшись среди людей иного склада ума и иных вкусов, Кастелло чувствует, что никогда не поймет их, если не сбросит оковы той жизни, которую он вынужден вести уже много лет. Кастелло чувствует, что он не одинок в своём стремлении, но не догадывается, как грядущие изменения усложнят его внутренний мир и всё, что его окружает.

## В ролях
| Актёр          | Роль             |
| -------------- | ---------------- |
| Жан-Пьер Бакри | Жан-Жак Кастелло |
| Анн Альваро    | Клара Дево       |
| Ален Шаба      | Бруно Дешамп     |
| Аньес Жауи     | Мани             |
| Жерар Ланвен   | Франк Морено     |

## Награды и номинации
| Год  | Награда                         | Категория                                       | Номинант                          | Результат |
| ---- | ------------------------------- | ----------------------------------------------- | --------------------------------- | --------- |
| 2000 | Кинофестиваль в Кабуре          | Лучший актёр                                    | Жан-Пьер Бакри                    | Победа    |
| 2000 | Премия Европейской киноакадемии | Лучший фильм                                    | Лучший фильм                      | Номинация |
| 2000 | Премия Европейской киноакадемии | Европейское открытие года                       | Аньес Жауи                        | Номинация |
| 2000 | Премия Европейской киноакадемии | Лучшая работа сценариста                        | Аньес Жауи, Жан-Пьер Бакри        | Победа    |
| 2000 | Монреальский кинофестиваль      | Гран-при Америки                                | Аньес Жауи                        | Победа    |
| 2001 | Оскар                           | Лучший фильм на иностранном языке               | Лучший фильм на иностранном языке | Номинация |
| 2001 | Премия «Люмьер»                 | Лучший фильм                                    | Лучший фильм                      | Победа    |
| 2001 | Премия «Люмьер»                 | Лучшая режиссура                                | Аньес Жауи                        | Победа    |
| 2001 | Премия «Люмьер»                 | Лучший сценарий                                 | Аньес Жауи, Жан-Пьер Бакри        | Победа    |
| 2001 | Премия «Сезар»                  | Лучший фильм                                    | Лучший фильм                      | Победа    |
| 2001 | Премия «Сезар»                  | Лучшая режиссура                                | Аньес Жауи                        | Номинация |
| 2001 | Премия «Сезар»                  | Лучший актёр                                    | Жан-Пьер Бакри                    | Номинация |
| 2001 | Премия «Сезар»                  | Лучший актёр второго плана                      | Жерар Ланвен                      | Победа    |
| 2001 | Премия «Сезар»                  | Лучший актёр второго плана                      | Ален Шаба                         | Номинация |
| 2001 | Премия «Сезар»                  | Лучшая актриса второго плана                    | Анн Альваро                       | Победа    |
| 2001 | Премия «Сезар»                  | Лучшая актриса второго плана                    | Аньес Жауи                        | Номинация |
| 2001 | Премия «Сезар»                  | Лучший оригинальный или адаптированный сценарий | Аньес Жауи, Жан-Пьер Бакри        | Победа    |
| 2001 | Премия «Сезар»                  | Лучший монтаж                                   | Эрве Де Люс                       | Номинация |
| 2001 | Давид ди Донателло              | Лучший иностранный фильм                        | Лучший иностранный фильм          | Победа    |